# リメンバー・ザ・マジック
「リメンバー・ザ・マジック」は1996年にウォルト・ディズニー・ワールド・リゾートの開園25周年を記念して行われた同名のパレードのテーマ曲。
リメンバー・ザ・ドリーム パレード終演後も世界のディズニー施設で使用されている。

## 使用例
- リメンバー・ザ・マジック パレード - 1996年にウォルト・ディズニー・ワールド・リゾート開園25周年を記念して行われたパレード。このパレードのために作成された楽曲である。
- リメンバー・ザ・ドリーム - 2003年に東京ディズニーランド開園20周年を記念して公演されたキャッスルショー。オープニング楽曲として使用された。
- リメンバー・ザ・マジック - ディズニークルーズラインで公演中のシアターショー。最終日の前夜のみの公演となっている。